# Arhat-Tempel (Chongqing)

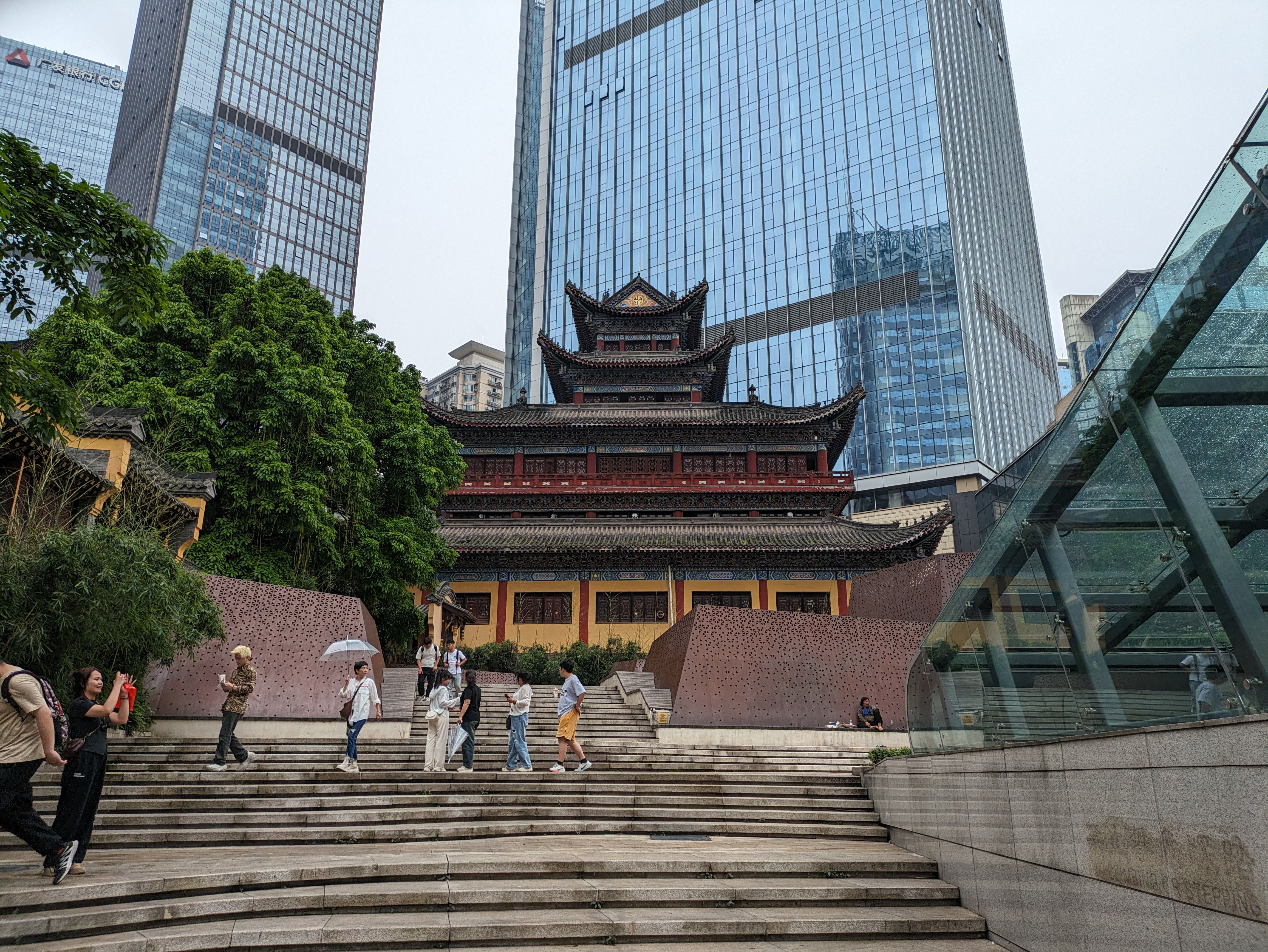
Der Arhat-Tempel zwischen den Wolkenkratzern Chongqings

Der Arhat-Tempel oder Luohan-Tempel von Chongqing (chinesisch 重庆罗汉寺, Pinyin Chongqing Luohan si) ist ein bedeutender buddhistischer Tempel aus der Zeit der Nördlichen Song-Dynastie. Er befindet sich im Stadtbezirk Yuzhong. In früherer Zeit, bis 1942, war er offiziell unter dem Namen Huálín sì (華林寺; W.-G.: Hua Lin Ssu) bekannt.
Der Tempel ist einer der Nationalen Schwerpunkttempel des Buddhismus in han-chinesischen Gebieten. Er ist Sitz der Buddhistischen Gesellschaft von Chongqing (Chongqing shi Fojiao xiehui). 